# Kap Gustav Holm
Kap Gustav Holm är en udde i Grönland (Kungariket Danmark).   Den ligger i kommunen Sermersooq, i den södra delen av Grönland, 800 km öster om huvudstaden Nuuk.
Terrängen inåt land är kuperad. Havet är nära Kap Gustav Holm åt sydväst.  Det finns inga samhällen i närheten.